# El teniente de los carabineros
El teniente de los carabineros (en italiano: Il tenente dei carabinieri) es una película italiana de 1986 del género comedia policial dirigida por Maurizio Ponzi.
Montesano y Boldi ya habían vestido el uniforme del arma en la película Escuela de carabineros de 1984.

## Reparto
| Actor                | Personaje                     |
| -------------------- | ----------------------------- |
| Enrico Montesano     | Ten. Duilio Cordelli          |
| Nino Manfredi        | Cnel. Marino Vinci            |
| Massimo Boldi        | Vice-Brigadier Náutico Lodifé |
| Marisa Laurito       | Esposa de Cordelli            |
| Mattia Sbragia       | Domenico Vasaturo             |
| Bruno Corazzari      | Augusto Lorenzini             |
| Nuccia Fumo          | madre de Cordelli             |
| Piero Leri           | director de la Urban Security |
| Antonio Petrocelli   | guardián de la Urban Security |
| Renato Cecchetto     | guardián de la Urban Security |
| Alessandro Partexano | Daniele Tucci                 |
| Massimo Vanni        | uno de los hermanos Camurati  |
| Claudio Botosso      | Paolo Iachino                 |
| Maurizio Fardo       | Enrico Nascimbelli            |
| Claudio Boldi        | instructor de la autoescuela  |
| Raffaella Baracchi   | chica en la gasolinera        |
| Barbara Scoppa       | Franchina Bordon              |
| Nino Prester         | Filippo                       |
| Massimo Sarchielli   | Mariscal de los Carabinieri   |
| Carlo Demi           | opuesto de Lorenzini          |
| Emanuela Taschini    | Mujer policía inglesa         |

## Actores de doblaje españoles[1]
| Personaje                     | Actor              |
| ----------------------------- | ------------------ |
| Ten. Duilio Cordelli          | Roberto Roboiro    |
| Cnel. Marino Vinci            | Santiago Fernández |
| Vice-Brigadier Náutico Lodifé | Tuto Vázquez       |
| Esposa de Cordelli            | Covadonga Berdiñas |
| Paolo Iachino                 | Xerando Couto      |
| Daniele Tucci                 | Celestino Hermida  |
| Domenico Vasaturo             | ?                  |
| madre de Cordelli             | Fely Manzano       |
| Augusto Lorenzini             | Antonio Mourelos   |
| Mariscal de los Carabinieri   | Joaquín Lens       |